# Landschaftsschutzgebiet Herscheid Typ B

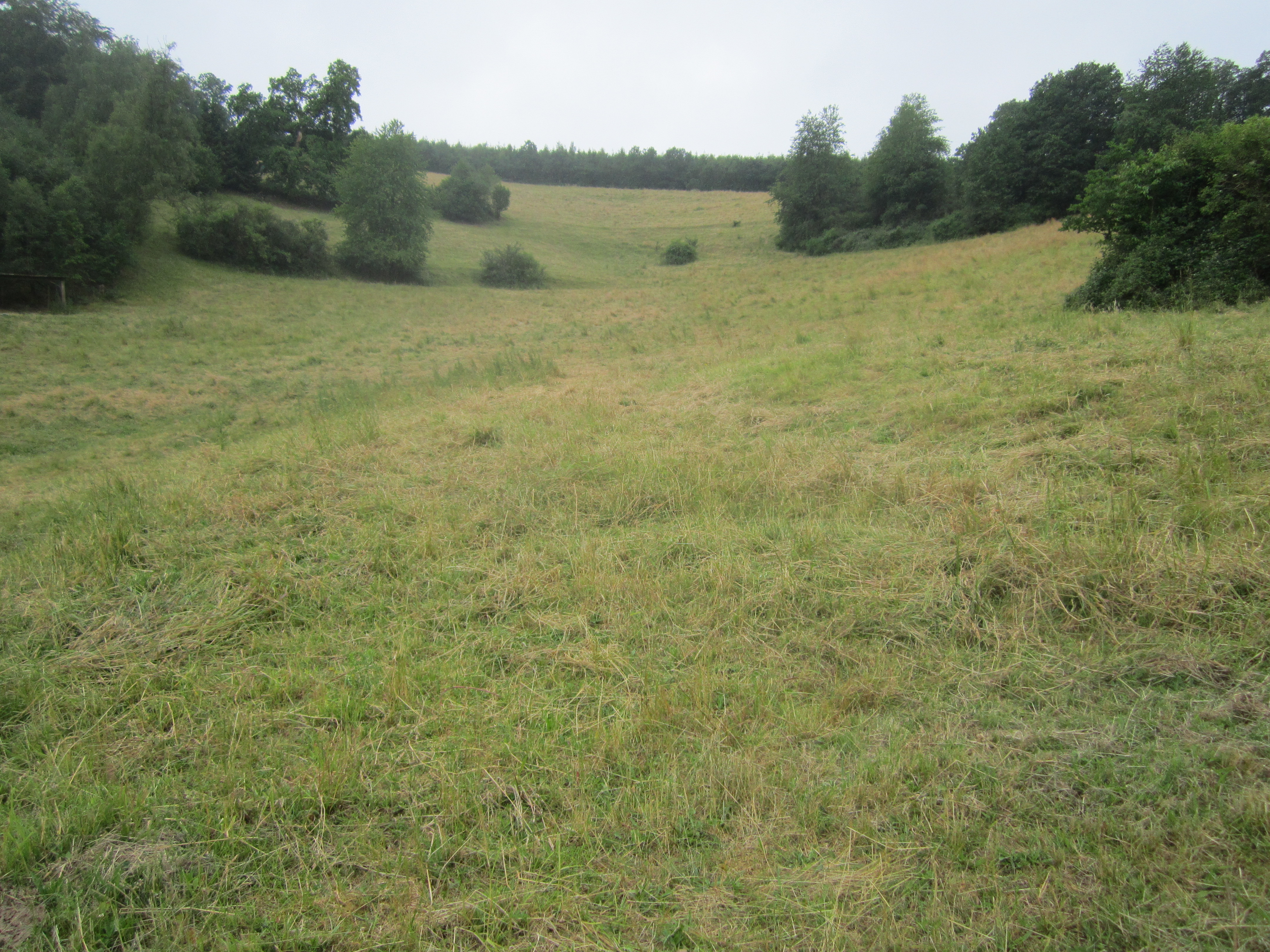
Landschaftsschutzgebiet Herscheid Typ B westlich von Else

Das Landschaftsschutzgebiet Herscheid Typ B mit 161,27 ha Flächengröße liegt im Märkischen Kreis auf dem Gebiet der Gemeinde Herscheid. Es wurde 1998 durch den Kreistag des Märkischen Kreises mit dem Landschaftsplan Nr. 4 Iserlohn als Landschaftsschutzgebiet (LSG) vom Typ B (Besonderer Landschaftsschutz) ausgewiesen. Das LSG geht bis an den Siedlungsrand und besteht als mehreren Teilflächen.

## Beschreibung
Das LSG umfasst Grünlandflächen in Flussauen im Gemeindegebiet Herscheid.

## Schutzzweck
Die Ausweisung erfolgte zur Erhaltung, Entwicklung oder Wiederherstellung der Leistungs- und Funktionsfähigkeit des Naturhaushalts oder der Regenerationsfähigkeit und nachhaltigen Nutzungsfähigkeit der Naturgüter, einschließlich des Schutzes von Lebensstätten und Lebensräumen. Ferner wegen der Vielfalt, Eigenart oder Schönheit oder der besonderen kulturhistorischen Bedeutung der Landschaft und wegen ihrer besonderen Bedeutung für die Erholung.

## Rechtliche Vorschriften
Im LSG ist unter anderem das Errichten von Bauten und der Umbruch von Grünland verboten. Ferner sind Erstaufforstungen und auch die Neuanlage von Weihnachtsbaumkulturen, Schmuckreisig- und Baumschulkulturen außerhalb des Waldes verboten.